# Goin' Back to Indiana
Goin' Back to Indiana es un álbum en vivo/banda sonora de la banda estadounidense The Jackson 5, lanzado por Motown Records, donde se lo filmó el 16 de septiembre de 1971 en su especial televisivo en ABC de nombre homónimo.
Los comediantes Bill Cosby y Tommy Smothers, los cantantes Bobby Darin y Diana Ross, futbolistas americanos Roosevelt "Rosey" Grier y Ben Davidson, y jugadores del béisbol Bill Russell, Elgin Baylor y Elvin Hayes aparecieron en el especial televisivo de Goin' Back to Indiana. También mostró temas grabados por Jackson 5 durante su «regreso a casa» del concierto en la ciudad Gary el 31 de enero (por lo tanto, el título del espectáculo y la canción de 1970 aparecieron en Third Album). El disco vendió 2.6 millones copias mundialmente. La discográfica volvió a publicarlo con Lookin' Through the Windows (1972).Lindsay Planer le dio cuatro estrellas de cinco.

## Lista de canciones
1. «I Want You Back» (The Corporation) – 4:14
2. «Maybe Tomorrow» (The Corporation) – 4:15
3. «The Day Basketball Was Saved» – 7:59
4. «Stand!» (Sylvester Stewart) – 4:15
5. «I Want to Take You Higher» (Sylvester Stewart) – 2:13
6. «Feelin' Alright» (de Traffic) (Dave Mason) – 4:12
7. Popurrí: «Walk On» (de Isaac Hayes)/«The Love You Save» (The Corporation) – 4:57
8. «Goin' Back to Indiana» (The Corporation) – 4:47

### Relanzamiento
In 2001, Motown Records remasterízó todos los discos de la banda en una serie de «Dos álbumes clásicos/Un CD». El sello lo juntó con el álbum Lookin' Through the Windows (1972). Los bonus tracks fueron «Love Song» y una actuación en directo de «Who's Lovin' You», este último apareció en la banda sonora de la película The Jacksons: An American Dream (1992). Otra toma descartada es «Mama's Pearl» publicado en Jackson 5 Live at the Forum.